# Wiktor Andruschtschenko (Eishockeyspieler)
Wiktor Wiktorowytsch Andruschtschenko (ukrainisch Віктор Вікторович Андрущенко, russisch Виктор Викторович Андрущенко, Viktor Andrushchenko (englische Transkription); * 10. Mai 1986 in Kiew, Ukrainische SSR) ist ein ukrainisch-belarussischer Eishockeyspieler, der seit 2014 beim HK Schachzjor Salihorsk in der belarussischen Extraliga unter Vertrag steht.

## Karriere
Wiktor Andruschtschenko begann seine Karriere beim HK Kiew in der EEHL.
Zwischen 2003 und 2008 spielte er für den HK Mahiljou in der belarussischen Extraliga, ehe er 2008 vom HK Dinamo Minsk verpflichtet wurde. Anfang September 2008 debütierte er für Minsk in der KHL. Insgesamt absolvierte er für Dinamo 59 KHL-Partien, in denen er 14 Scorerpunkte sammelte, ehe er während der Saison 2009/10 an das Farmteam HK Schachzjor Salihorsk abgegeben wurde. Für Schachzjor spielte er bis 2013, ehe er vor der Saison 2013/14 zum HK Njoman Hrodna wechselte, mit dem er 2014 belarussischer Meister wurde. Anschließend kehrte er zu Schachzjor zurück.

### International
Im Juniorenbereich lief Andruschtschenko für die Ukraine auf und nahm für diese Weltmeisterschaft der U18-Junioren 2002 und 2003 teil. Zudem schaffte er mit der U20-Auswahl der Ukraine bei der U20-Weltmeisterschaft 2003 der Division IA den Aufstieg in die Top-Division. Ein Jahr später spielte Andruschtschenko erneut bei der U20-WM, konnte aber den Wiederabstieg in die Division I nicht verhindern. 2005 war seine letzte U20-Weltmeisterschaft, bei der er in 5 Spielen 3 Scorerpunkte erzielte.
Im Seniorenbereich läuft Andruschtschenko für Belarus auf und absolvierte bisher insgesamt 18 Länderspiele, unter anderem bei der Euro Ice Hockey Challenge 2012.

## Erfolge und Auszeichnungen
- 2003 Aufstieg in die Top-Division bei der Weltmeisterschaft der U20-Junioren, Division IA
- 2010 Belarussischer Vizemeister mit dem HK Schachzjor Salihorsk
- 2014 Belarussischer Meister mit dem HK Njoman Hrodna

## Karrierestatistik
(Legende zur Spielerstatistik: Sp oder GP = absolvierte Spiele; T oder G = erzielte Tore; V oder A = erzielte Assists; Pkt oder Pts = erzielte Scorerpunkte; SM oder PIM = erhaltene Strafminuten; +/− = Plus/Minus-Bilanz; PP = erzielte Überzahltore; SH = erzielte Unterzahltore; GW = erzielte Siegtore; 1 Play-downs/Relegation; Kursiv: Statistik nicht vollständig)